# Maria Lischnewska
Maria Lischnewska (* 1854 in Danzig; † 1938 in Potsdam) war eine deutsche Lehrerin, Frauenrechtlerin und Politikerin.
Maria Lischnewska war eine Vertreterin der Reformbewegung um 1900 im Deutschen Kaiserreich. Sie gehörte zur radikalen Berliner Frauenbewegung, zu der auch Minna Cauer, Anita Augspurg und Else Lüders gehörten, setzte sich allerdings für eine Verständigung mit der bürgerlichen Frauenbewegung ein.

## Frauenbildung und Frauenrechte
Maria Lischnewska, die ausgebildete Lehrerin war, engagierte sich besonders für die Ausbildung von Frauen und Mädchen aus den Unterschichten. Diesem Ziel widmete sich auch der von Lischnewska geleitete Verband für die handwerksmäßige und fachgewerbliche Ausbildung der Frau.
1894 gründete Lischnewska zusammen mit Elisabeth Schneider den Landesverein Preußischer Volksschullehrerinnen, dem sich innerhalb kurzer Zeit dreißig Prozent der betroffenen Lehrerinnen (3000 Personen) anschlossen.
1899 war sie an der Gründung des Verbandes Fortschrittlicher Frauenvereine beteiligt, der sich u. a. für das Frauenwahlrecht einsetzte.
Beim Bund für Mutterschutz, bei dem sie zeitweise den Vorsitz innehatte, arbeitete sie eng mit Helene Stöcker zusammen. Sie setzte sich gegen das Zölibatsgebot für Lehrerinnen ein.

## Politikerin
Im Jahr 1907 gründete Lischnewska die Liberale Frauenpartei Deutschlands, die sich für das Frauenwahlrecht einsetzte.
Lischnewska war Mitglied der Freisinnigen Volkspartei.

## Schriften
- Die deutsche Frauenstimmrechtsbewegung zwischen Krieg und Frieden. Berlin 1915. (Digitalisat und Volltext im Deutschen Textarchiv)
- Warum muss die Frau Politik betreiben? München 1912.